# Pristaulacus melleus
Pristaulacus melleus är en stekelart som först beskrevs av Cresson 1879.  Pristaulacus melleus ingår i släktet Pristaulacus och familjen vedlarvsteklar. Inga underarter finns listade i Catalogue of Life.